# Mala (Lanzarote)
Mala es una localidad situada en el municipio de Haría en Lanzarote en la provincia de Las Palmas en Canarias (España). Su población en 2019 era de 497 habitantes.
La economía del pueblo está basada en el turismo y la agricultura, principalmente para la extracción de pigmentos de cochinilla (Dactylopius coccus), cultivadas sobre tunera o nopal (cactácea del género Opuntia).
Los pueblos más cercanos son Guatiza y Charco del Palo, ambos aproximadamente a 3 km. Mala se comunica por dos líneas regulares de autobús entre la capital isleña, Arrecife y el norte de la isla (Órzola y Máguez).

## Toponimia
El topónimo podría estar vinculado a Tinamala, la montaña más alta cercana, de origen majo. También se especula con que podría derivar del accidente costero "punta Mala".